# Šneková turbína

Archimédova turbína

Archimédova turbína, nazývaná také jako šneková nebo šroubová turbína, je vodní turbína, která je obměnou vodního kola na horní vodu a jako taková využívá potenciální energii vody. Nicméně, ve srovnání s účinností vodního kola, je účinnost šnekové turbíny větší. Turbína se skládá z rotoru tvaru Archimédova šroubu rotujícího v půlkruhového žlabu. Voda natéká do turbíny, svou hmotností působí na listy šnekovnice – to má za následek otáčení rotoru. Na dolním konci turbíny voda volně vytéká. Na horním konci šroubu je připojen přes převodovku k rotoru generátor.

## Historie

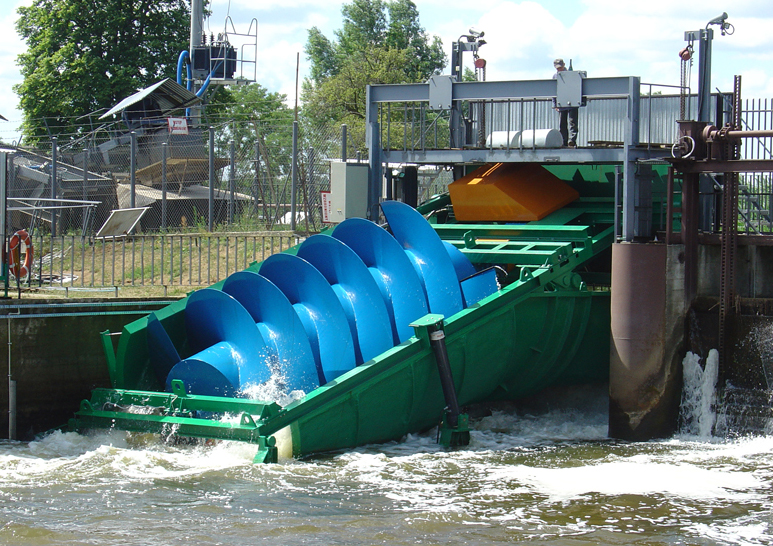
Šneková turbína MVE Goryn Polsko

Archimedův šroub je vynález známý již od starověku a je považován za jednoduchý stroj. Uvádí se, že šroub vynalezl Archimedes ze Syrakus (287–212 př. n. l.). V roce 1819 francouzský inženýr Claude Louis Marie Henri Navier (1785–1836) navrhl použít Archimedův šroub jako druh vodního kola. V roce 1922 William Moerscher zapsal vynález hydrodynamické šroubové turbíny u Amerického patentového úřadu. V 90. letech 20. století inženýr Karl-August Radlik (1912–2001) a prof. Ing. Karel Brada, DrSc., rozvinuli myšlenku Archimédova šroubu jako vodní turbíny. První modelová turbína byla odzkoušena na ČVUT v Praze v roce 1995–1996. V roce 1997 české firma SIGMA Hranice pod vedením Ing. Karla-Augusta Radlika a prof. Ing. Karla Brady, DrSc. uvedla na trh první prototyp Archimédovy turbíny, a tato byla následně nainstalována v obci Obere Schlägweidmühle. V současné době je již v Evropě postaveno několik malých vodních elektráren s technologií šnekové turbíny. V Polsku první Archimédovu turbínu nainstalovala a spustila česká společnost GESS-CZ, s.r.o. z Hranic v červnu 2011 na řece Radomce v obci Jastrzębia pod Radomilem.

## Aplikace
Archimédova turbína je používána na řekách s relativně nízkými spády (od 1 m do 10 m) a s menšími průtoky (do cca 10 m³/s na jednu turbínu). Vzhledem ke své konstrukci a velmi nízkým otáčkám rotoru je provoz turbíny přátelský k vodní fauně, označováno jako „fishfriendly“. Archimédova turbína může být použit všude tam, kde jsou požadavky ochrany životního prostředí obzvláště přísné.